# جيري كاميرون
جيري كاميرون (بالإنجليزية: Jerry Cameron)‏ (14 ديسمبر 1962 في الولايات المتحدة - ) هو لاعب كرة قدم أمريكي في مركز الوسط. لعب مع Seattle Storm (soccer) ‏ وفينكس إنفيرنو ‏.